# Canton de Sompuis
Le canton de Sompuis est un ancien canton français situé dans le département de la Marne et la région Champagne-Ardenne.

## Géographie
Ce canton était organisé autour de Sompuis dans l'arrondissement de Vitry-le-François. 

## Représentation

### Conseillers généraux de 1833 à 2015
| Période         | Période          | Identité                                                                        | Étiquette             | Qualité |
| --------------- | ---------------- | ------------------------------------------------------------------------------- | --------------------- | --- |
| 1833            | 1842 (décès)     | Paul Lefebvre de Norrois (1768-1842)                                            |                       | Ancien membre de la Chambre des Cent-Jours (1815) Propriétaire, maire de Norrois puis conseiller municipal de Vitry      |
| 1842            | 1846 (démission) | Jean Procquez-Dupont (1790-1875)                                                |                       | Juge de paix à Sompuis, conseiller d'arrondissement                                                                      |
| 1846            | 1864 (décès)     | Justin Haudos                                                                   | Majorité dynastique   | Propriétaire, maire de Loisy-sur-Marne Député (1856-1864)                                                                |
| 1865            | 1877             | Théobald Barbier de Lalobe de Felcourt (1805-1885)                              | Droite                | Propriétaire, maire de Maisons-en-Champagne (1831-1870)                                                                  |
| 1877            | 1886 (décès)     | Célestin Lecomte                                                                | Républicain           | Propriétaire à Sompuis                                                                                                   |
| 1886            | 1889             | Julien Barbier de Lalobe de Felcourt (1841-1931)-(fils de Théobald de Felcourt) | Droite                | Maire de Maisons-en-Champagne (1870-1919)                                                                                |
| 1889            | 1913             | Ernest-Joseph Bertrand                                                          | Rad.                  | Propriétaire agriculteur Maire de Saint-Ouen-Domprot                                                                     |
| 1913            | 1919             | Alphonse Delétrée                                                               | Rad.                  | Cultivateur, négociant en vins Maire de Sommesous, conseiller d'arrondissement                                           |
| 1919            | 1935 (décès)     | Aristide-Albert Vallet                                                          | Rad.                  | Maire de Sommesous |
| 1935            | 1940             | Camille Mathieu (1875-1952)                                                     | RG                    | Agriculteur Maire de Soudé-Sainte-Croix Nommé conseiller départemental en 1943                                           |
|                 |                  |                                                                                 |                       | |
| 1945            | 1968 (décès)     | Alphonse Bergaut (1884-1968)                                                    | Rad.                  | Cultivateur Président du Conseil Général (1949-1964) Maire de Somsois (1925-1945), ancien conseiller d'arrondissement    |
| 28 juillet 1968 | 1994             | James Menuel                                                                    | SE puis UDF-CDS       | Agriculteur, maire de Saint-Ouen-Domprot                                                                                 |
| 1994            | 2015             | Claude Paul                                                                     | DVD puis UDF puis UMP | Agriculteur Conseiller municipal et ancien maire de Chapelaine Président de la Communauté de communes des Quatre Vallées |

### Conseillers d'arrondissement (de 1833 à 1940)
| Période                                  | Période | Identité                     | Étiquette | Qualité |
| ---------------------------------------- | ------- | ---------------------------- | --------- | --- |
| 1833                                     | 1842    | Jean Procquez                |           | Propriétaire, maire de Sompuis                                                                              |
| 1842                                     | 1848    | Balzamie Nicaise (1801-1873) |           | Propriétaire à Somsois                                                                                      |
| 1848                                     |         | M. Commesnil                 |           | Maitre de poste à Sommesous                                                                                 |
|                                          |         |                              |           | |
| 1895                                     | 1913    | Alphonse-Achille Delétrée    |           | Maire de Sommesous                                                                                          |
|                                          |         |                              |           | |
| 1919                                     | 1934    | M. Pillard                   | Rad.      | |
| 1934                                     | 1940    | Alphonse Bergaut             | Rad.      | Cultivateur, maire de Somsois                                                                               |
| 1940                                     |         |                              |           | Les conseils d'arrondissement ont été suspendus par la loi du 12 octobre 1940 et n'ont jamais été réactivés |
| Les données manquantes sont à compléter. |         |                              |           | |

## Composition
Le canton de Sompuis regroupait 13 communes et comptait 2 155 habitants (recensement de 1999 sans doubles comptes).
| Communes           | Population (2012) | Code postal | Code Insee |
| ------------------ | ----------------- | ----------- | ---------- |
| Bréban             | 91                | 51320       | 51084      |
| Chapelaine         | 37                | 51290       | 51125      |
| Coole              | 156               | 51320       | 51167      |
| Corbeil            | 104               | 51320       | 51169      |
| Dommartin-Lettrée  | 153               | 51320       | 51212      |
| Humbauville        | 75                | 51320       | 51296      |
| Le Meix-Tiercelin  | 175               | 51320       | 51361      |
| Saint-Ouen-Domprot | 206               | 51320       | 51508      |
| Saint-Utin         | 89                | 51290       | 51520      |
| Sommesous          | 401               | 51320       | 51545      |
| Sompuis            | 292               | 51320       | 51550      |
| Somsois            | 233               | 51290       | 51551      |
| Soudé              | 143               | 51320       | 51555      |

## Démographie
| 1962  | 1968  | 1975  | 1982  | 1990  | 1999  | 2009 |
| ----- | ----- | ----- | ----- | ----- | ----- | ---- |
| 2 581 | 2 749 | 2 368 | 2 340 | 2 258 | 2 155 | -    |